# 中國郵政史

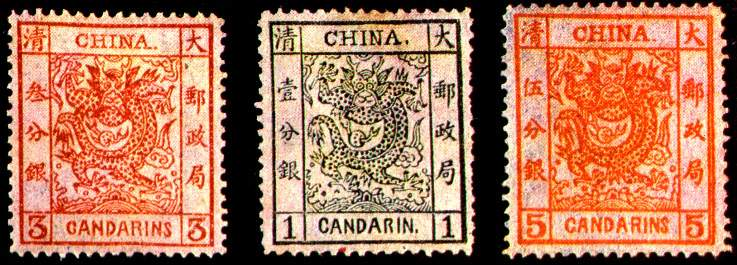
大龍郵票是中國第一套郵票

中國郵政史是複雜的。其间包括皇朝的衰亡、多年的內戰，以及日本在1930年代至1940年代的佔領。

## 早期
從周朝（公元前11世紀）開始，中國已經有政府郵政服務。在12世紀元朝忽必烈統治的期間，中國融入了蒙古的站赤系統。马可波罗说，元朝當時有一万多个驿站。

## 清朝
19世紀，鴉片戰爭迫使中國改变闭关锁国的政策，開放部份港口；自1844年起，外国开始在一些沿海或沿长江和南方的数十个城市开设邮局。上海在1865年组织了本地的邮政系统。 

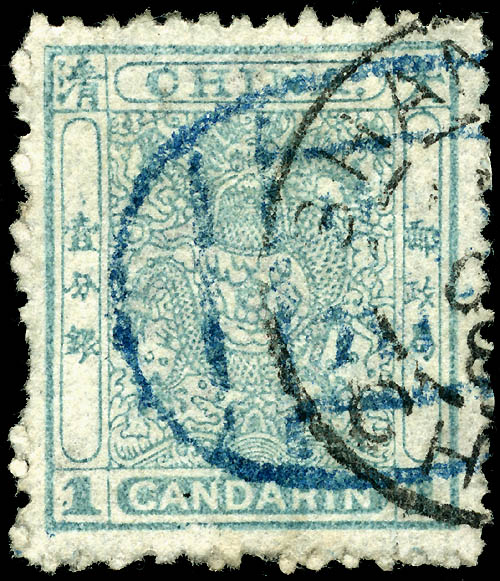
這張1分明綠色的海關小龍郵票，郵票上印有"CANDARIN"（海關關平銀分銀）字樣，上面有個1885年上海的郵戳和上海海關楷字藍色地名戳。

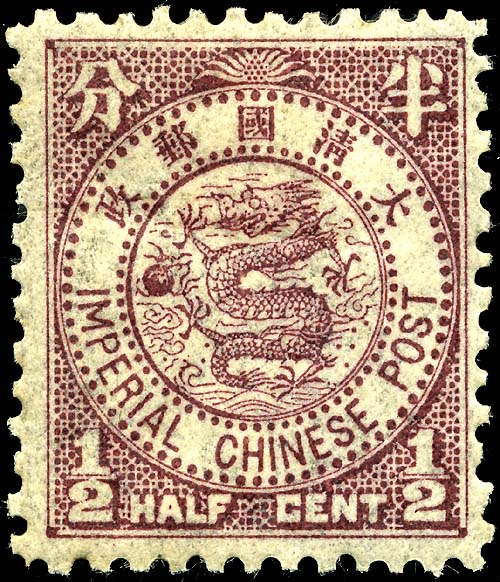
圖案中，這郵票在日本東京築地印刷所石印印製

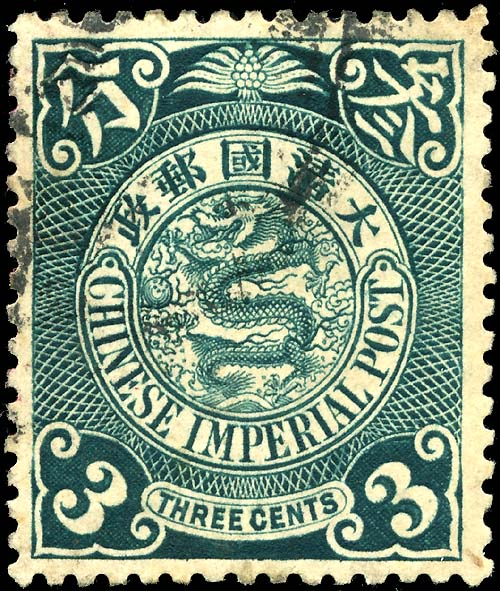
大清帝國在1910年發行青綠色3分的蟠龍郵票，其中一張是大清帝國的最後的郵票

### 在1910年代

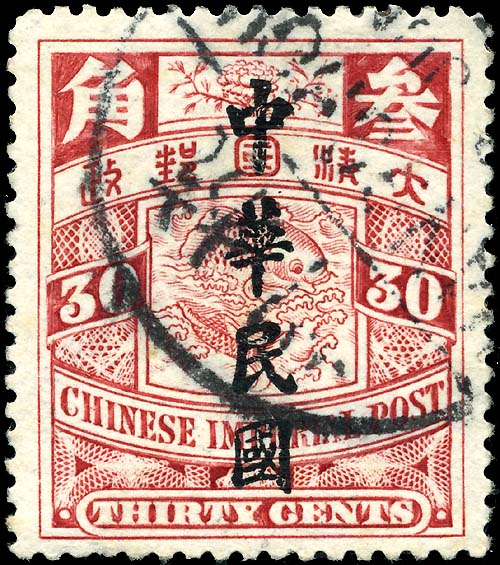
民國成立後，正式郵票未及時印製，臨時將雕刻版無水印蟠龍郵票直行加蓋「中華民國」字樣，以供應用。郵戳為「杭州」。

## 戰後
1949年5月1日，政府採取了絕望的一步，這是打印undenominated郵票，以圓為計價單位。然後，他們通過了一個銀元的標準，重新印刷孫中山面值為1000圓的郵票。到8月份，日益惡化的政治局勢已經超過了郵政系統。在大陸有兩個有計劃的一系列的圖案設計是以銀元。

## 中华人民共和国

中国人民邮政邮徽（1981—1998）

1949年11月1日，中央人民政府郵電部成立，同年12月郵電部召開全國郵政會議，將原中華民國郵政的產業變更为中国人民邮政所有；12月27日，中央郵政經濟委員會第九次會議決定成立郵政總局。1994年3月1日，国务院批准郵電部機構改革方案，郵政總局由機關行政序列分離，成為專業核算的企業局。1995年10月4日，郵政總局在中华人民共和国国家工商行政管理局註冊了企業法人營業執照，獲得法人資格，企業名稱為「中國郵電郵政總局」，簡稱「中國郵政」。
2005年7月20日，國務院常務會議通過中國郵政「政企分開、郵儲分離、完善機制」的體制改革方案：組建新的國家郵政局，作為政府機構依法監管郵政市場，並協調郵政普遍服務與機要通信等特殊服務的實施；組建中國郵政集團公司，作為國有獨資企業經營各類郵政業務；成立由中國郵政集團公司控股的中國郵政儲蓄銀行，實現金融業務規範化經營；完善郵政普遍服務機制、特殊服務機制、安全保障機制和價格形成機制。2006年8月28日國務院以國函〔2006〕79號批覆，原則同意《中國郵政集團公司組建方案》和《中國郵政集團公司章程》，並指示「中國郵政集團公司」在原郵政總局所屬的經營性資產和部份企事業單位基礎上，依照《中华人民共和国全民所有制工业企业法》組建，不設董事會，出資人職責暫由財政部代表國務院履行，實行總經理負責制，總經理為公司法定代表人。中國郵政集團註冊資金800億元人民幣，但實有國有資本數額待公司正式成立後，財政部進行資產評估和審計驗資後核定。
2006年11月27日，原國家郵政局在北京市西城區宣武門西大街131號辦公樓召開最後一屆全體機關幹部大會，宣佈留任國家郵政局的具體人選；11月28日，重組後的國家郵政局舉行全體幹部大會。11月29日，中國郵政集團公司在中华人民共和国国家工商行政管理总局註冊登記，註冊號為1000001001822。同年12月31日，中國銀監會批准中國郵政集團公司控股的中國郵政儲蓄銀行開業。2007年1月29日10時30分，國家郵政局和中國郵政集團公司在人民大會堂舉行揭牌儀式。當天稍後，國家郵政局在北京西直門辦公樓前，中國郵政集團公司在北京西便門辦公樓前，分別舉行掛牌儀式。3月20日（農曆二月初二）10時，中國郵政儲蓄銀行在北京總部大樓舉行成立暨掛牌儀式。